# Révérence (geste)
Pour les articles homonymes, voir Révérence.
 (mars 2009).
Si vous disposez d'ouvrages ou d'articles de référence ou si vous connaissez des sites web de qualité traitant du thème abordé ici, merci de compléter l'article en donnant les références utiles à sa vérifiabilité et en les liant à la section « Notes et références ».

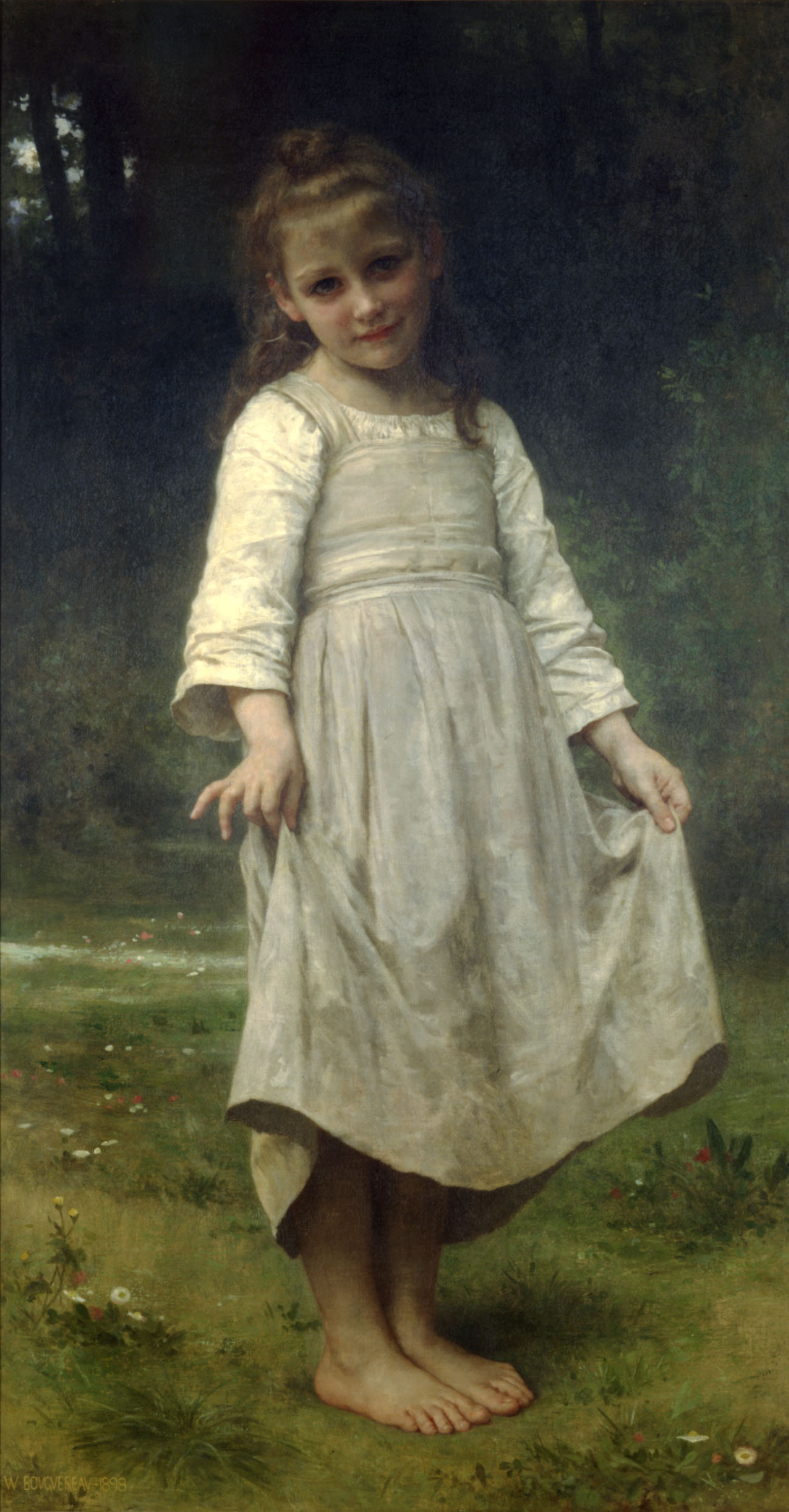
La révérence, peinture de William Bouguereau (XIXe siècle).

La révérence est un geste traditionnel émanant de la société d'Ancien Régime, qui exprime la considération de la personne qui le fait envers la personne à qui il est adressé. Pour les hommes, elle consiste à s'incliner plus ou moins profondément ; pour les dames et les demoiselles, elle consiste à effectuer une génuflexion en se penchant en avant, tout en assurant le maintien de leur toilette en maintenant leur robe.
Les courtisans des cours d'Europe, sans distinction de sexe, la pratiquent également face à une personne de haut rang nobiliaire et, dans ce cas, selon la portée de la génuflexion, expriment une franche dévotion. Pour moquer et critiquer ces gens qui se courbent, les révérences peuvent être appelées les « courbettes ».
C'est avec une révérence qu'on débute toute danse, depuis le Moyen Âge jusqu'au milieu du XXe siècle, que ce soit dans une basse danse, un ballet de cour, une contredanse, un quadrille ou une valse.
Selon l'étiquette victorienne concernant la pratique de la danse, il était protocolaire pour une dame de faire une révérence avant de commencer à danser avec son partenaire.
On distingue la petite révérence de la grande révérence[réf. souhaitée]. Dans la petite révérence, le pied droit de la jeune fille ou de la dame vient se placer à l'arrière du pied gauche, tandis que les genoux sont légèrement fléchis et que les bras restent ballants le long du tronc. Dans la grande révérence, la jeune fille ou la dame va lever ses mains et ses bras pour esquisser un geste ample en forme de cœur. Puis elle relève les pans de sa robe, accentue le fléchissement des genoux et, le pied droit toujours placé derrière le pied gauche, elle va jusqu'à s'accroupir.

## En Asie
En Asie, notamment dans la culture khmère, il existe un équivalent de la révérence occidentale. Ainsi, devant une très haute personnalité (un prince du sang ou le roi du Cambodge, par exemple), la jeune fille ou la dame va joindre ses deux mains et baisser les yeux en reculant jusqu'à s'accroupir en se prosternant environ deux mètres en arrière.

## Pratiques actuelles
En Occident, la révérence est presque désuète[réf. nécessaire]. Elle fait encore partie du protocole royal, en Belgique et au Royaume-Uni, notamment. En Asie du Sud-Est, la révérence, combinée le plus souvent à un baisemain, est un geste de respect exprimé par les enfants envers les adultes, mais aussi par les adultes envers leurs aînés, notamment leur mère, sœur aînée, tante ou grand-mère.

## Spectacle équestre
La révérence est un mouvement souvent montré par le cheval en spectacle équestre. Son apprentissage est facile chez des chevaux qui ont déjà appris à se coucher sur commande.